# Karl Frenademez
Karl Frenademez (ur. 11 marca 1970 w San Cassiano) – włoski snowboardzista. Jego najlepszym wynikiem na mistrzostwach świata jest 4. miejsce w gigancie równoległym na mistrzostwach w Berchtesgaden. Zajął także 20. miejsce w gigancie na igrzyskach w Nagano. Najlepsze wyniki w Pucharze Świata osiągnął w sezonie 1996/1997, kiedy to zajął 5. miejsce w klasyfikacji generalnej, a w klasyfikacji slalomu był pierwszy.
W 2000 r. zakończył karierę.

## Sukcesy

### Igrzyska olimpijskie
| Miejsce | Dzień    | Rok  | Miejscowość | Konkurencja | Zwycięzca       |
| ------- | -------- | ---- | ----------- | ----------- | --------------- |
| 20.     | 8 lutego | 1998 | Nagano      | Gigant      | Ross Rebagliati |

### Mistrzostwa Świata
| Miejsce | Dzień       | Rok  | Miejscowość   | Konkurencja       | Zwycięzca           |
| ------- | ----------- | ---- | ------------- | ----------------- | ------------------- |
| 7.      | 23 stycznia | 1997 | San Candido   | Slalom            | Bernd Kroschewski   |
| 21.     | 25 stycznia | 1997 | San Candido   | Slalom równoległy | Mike Jacoby         |
| 60.     | 13 stycznia | 1999 | Berchtesgaden | Gigant            | Markus Ebner        |
| 4.      | 14 stycznia | 1999 | Berchtesgaden | Gigant równoległy | Richard Richardsson |
| 7.      | 15 stycznia | 1999 | Berchtesgaden | Slalom równoległy | Nicolas Huet        |

### Puchar Świata

#### Miejsca w klasyfikacji generalnej
- 1996/1997 – 5.
- 1997/1998 – 13.
- 1998/1999 – 35.
- 1999/2000 – 62.

#### Miejsca na podium
1. Tignes – 28 listopada 1996 (slalom równoległy) – 1. miejsce
2. Sestriere – 7 grudnia 1996 (slalom) – 2. miejsce
3. Olang – 1 marca 1997 (slalom) – 1. miejsce
4. Grächen – 6 marca 1997 (slalom) – 2. miejsce
5. Morzine – 15 marca 1997 (slalom równoległy) – 3. miejsce
6. Oberstdorf – 26 lutego 1998 (slalom równoległy) – 3. miejsce
7. Oberstdorf – 27 lutego 1998 (gigant) – 3. miejsce
8. Tandådalen – 11 marca 1998 (gigant) – 3. miejsce
9. Olang – 11 marca 1999 (gigant równoległy) – 2. miejsce

W sumie 2 zwycięstwa, 3 drugie i 4 trzecie miejsca.